# Zbójno (stacja kolejowa)
Zbójno – zlikwidowana wąskotorowa stacja kolejowa w Zbójnej na linii kolejowej Dęby – Łomża Wąskotorowa, w powiecie łomżyńskim, w województwie podlaskim, w Polsce.